# イギリス鉄道170形気動車
イギリス鉄道170形気動車（British Rail Class 170）は、1998年に登場したイギリスの液体式気動車である。愛称はターボスター（Turbostar）。ボンバルディアのダービー工場で2両編成と3両編成の合計122編成が製造された。

## 概要
170形はBRELが製造したイギリス国鉄の165形「ターボ」、166形「ネットワーカー・ターボ」の発展形式である。BRELはABBを経てボンバルディアに吸収され、ターボスターとしては168形に次ぐ2形式目となる。

## 運用
現在は以下の列車運行会社が運用している。

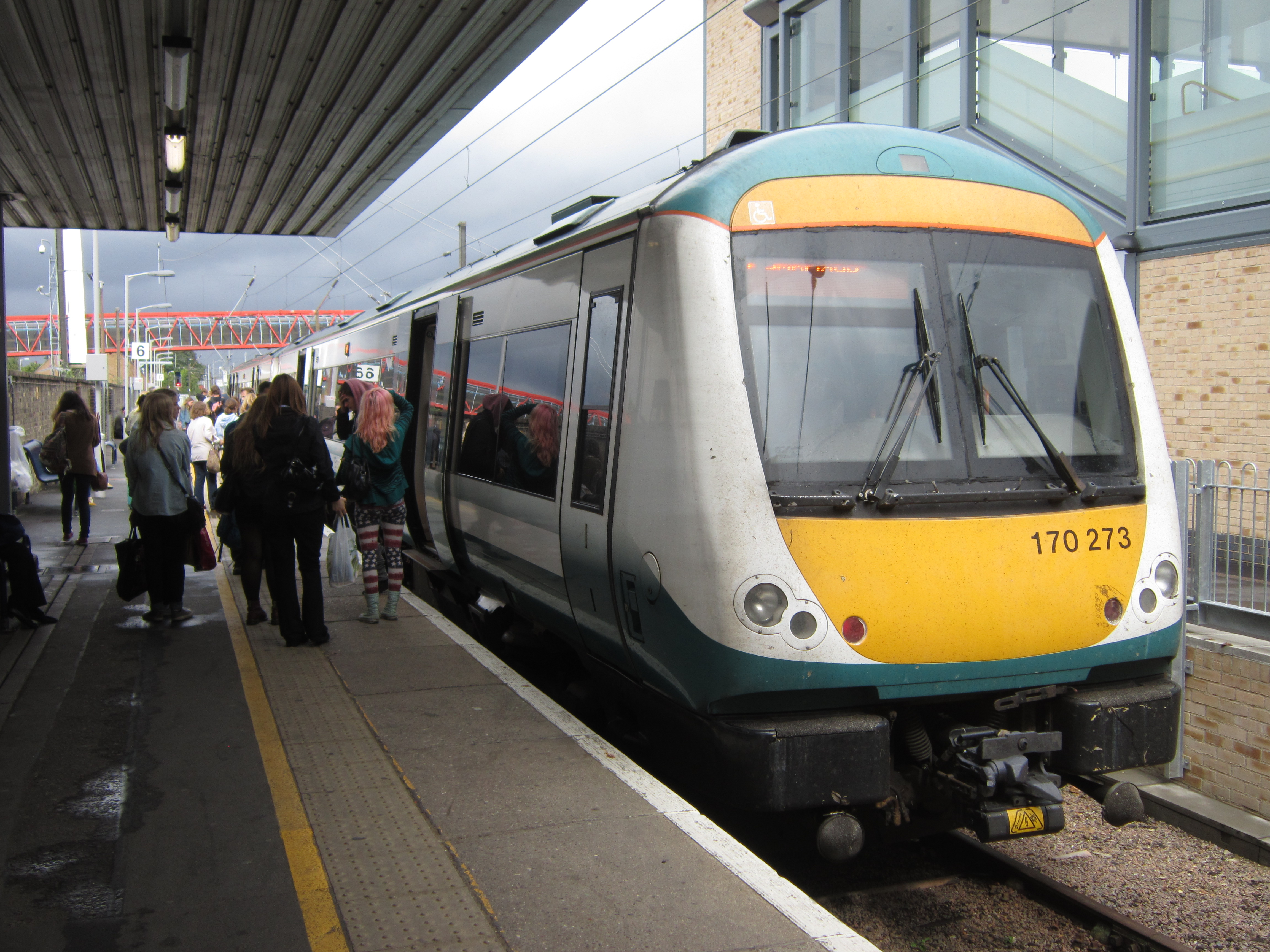
アベリオ・スコットレール
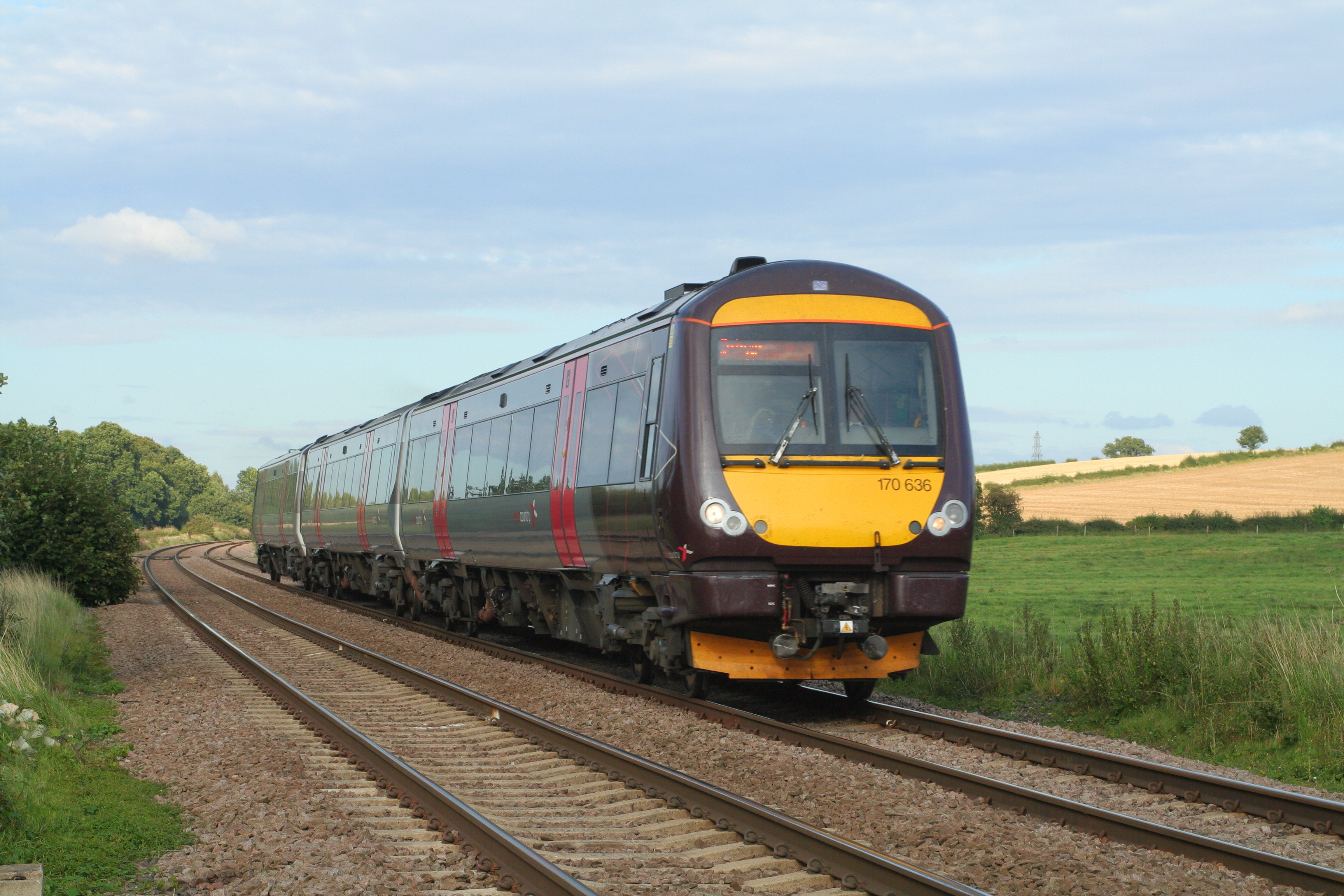
クロスカントリー
- ノーザン・トレインズ（英語版）
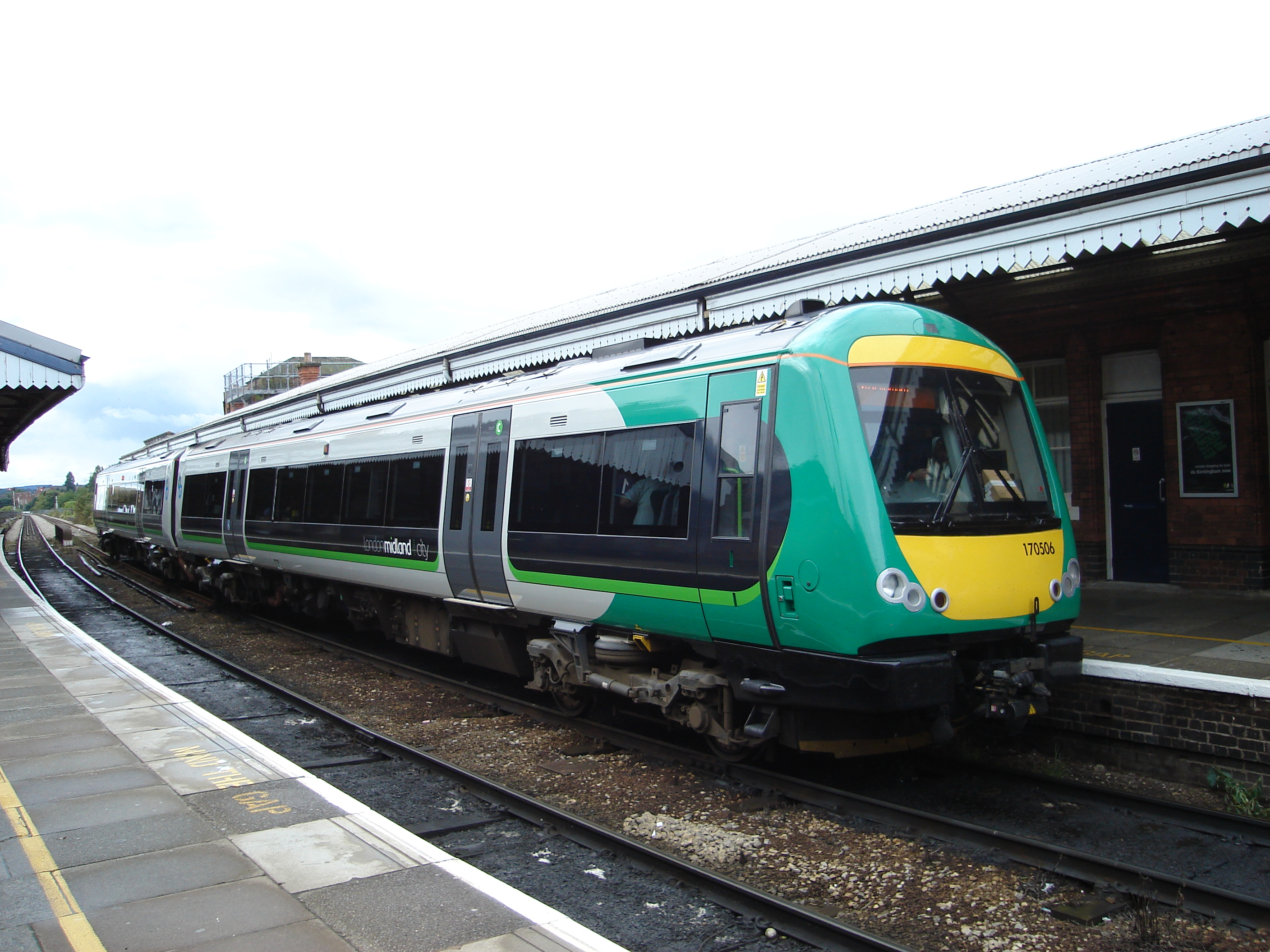
ウェスト・ミッドランズ・トレインズ
- トランスポート・フォー・ウェールズ・レール・サービス（英語版）
- イースト・ミッドランズ・レールウェイ（英語版）

- グレーター・アングリア
- クロスカントリー
- ロンドン・ミッドランド